# Jerzy Piotrowicz
Jerzy Piotrowicz (ur. 21 marca 1943 w  Przedświcie, zm. 30 października 1999 w Poznaniu) – polski malarz, grafik, rysownik.

## Życiorys
Jerzy Piotrowicz urodził się w 1943, w miejscowości Przedświt, niedaleko Ostrowa Mazowieckiego. Swoje wczesną młodość spędził w Jeleniej Górze, gdzie ukończył również szkołę średnią.
W latach 1966–1972 studiował na wydziale malarstwa w Państwowej Wyższej Szkole Sztuk Pięknych w Poznaniu (obecnie Uniwersytet Artystyczny w Poznaniu). Podczas studiów uczęszczał do pracowni malarstwa prof. Mariana Szmańdy oraz grafiki warsztatowej prof. Tadeusza Jackowskiego. To właśnie pod jego okiem obronił z wyróżnieniem swoją pracę dyplomową.

### Początki
Piotrowicz w pierwszych latach swojej działalności artystycznej inspirował się dziełami Jana Spychalskiego. W swoich pracach kojarzył ze sobą liczne przedmioty, tworząc je w duchu surrealistycznym. Jednocześnie pracował nad obrazami figuratywnymi, które w sposób metaforyczny odnosiły się do potocznej rzeczywistości. Był to nie tylko początek własnej drogi twórczej Piotrowicza, ale i krytyka ówcześnie dominującego w Polsce nurtu nowej figuracji.
Początek lat 80. doprowadził do przeobrażenia w twórczości Piotrowicza. Jego obrazy cechowały się bujnością barw oraz silnymi refleksjami. W swoich pracach artysta nawiązywał do dzieł takich mistrzów, jak: Goya, Velázquez, czy Rembrandt. Wtedy powstały najbardziej znane dzieła Piotrowicza, m.in. Sen Jakubowy, Commedia dell'arte, Hiob czy Infantki. Inspirowane malarstwem iberyjskim prace artysty charakteryzowały się ekspresyjnością, a także treściami symbolicznymi i egzystencjalnymi. Jednocześnie Piotrowicz nie unikał, groteski i liryki, czego rezultatem są cykle pt. Anioły Wildeckie.

### Śmierć oraz upamiętnienie
Jerzy Piotrowicz zmarł nagle 30 października 1999 roku, w wieku 56 lat. Był w trakcie przygotowywania swojej dużej monograficznej wystawy w Galerii Arsenał w Poznaniu. Został pochowany na cmentarzu Górczyńskim w Poznaniu.
Od 2002 roku funkcjonuje Towarzystwo Jerzego Piotrowicza, które ma na celu podtrzymanie pamięci o dorobku artysty. W 2017 roku otwarto w Poznaniu Galerię Jerzego Piotrowicza pod Koroną.

## Dzieła
- Sen Jakubowy
- Commedia dell'arte
- Kuszenie
- Pracownie wielkich mistrzów
- Uczty
- Hiob
- Infantki
- Błazenady
- Bestie